# Ambodisikidy
Ambodisikidy is een plaats en commune in het noorden van Madagaskar, behorend tot het district Bealanana, dat gelegen is in de regio Sofia. Tijdens een volkstelling in 2001 telde de plaats 10.291 inwoners.
De plaats biedt naast lager onderwijs ook middelbaar onderwijs aan. 99,5 % van de bevolking werkt als landbouwer. De belangrijkste landbouwproducten zijn rijst en koffie; andere belangrijke producten zijn suikerriet, bonen en maniok. Verder is 0,5% actief in de dienstensector.